# Patras
Patras (græsk: Πάτρα; oldgræsk: Πάτραι, Patre el. Patrai) er Grækenlands tredjestørste by og hovedby i provinsen Achaia. Byen ligger på den nordlige del af Peloponnesos. Indbyggertallet er pr. 1. januar 2011 på 213.984 mennesker.
Patras var hovedstad i den romerske provins Achaea, efter den romerske af erobring af Grækenland i 146 f.Kr.